# Bella Flor (gemeente)
Bella Flor is een gemeente (municipio) in de Boliviaanse provincie Nicolás Suárez in het departement Pando. De gemeente telt naar schatting 4.089 inwoners (2018). De hoofdplaats is Bella Flor.